# Ololygon tupinamba
Ololygon tupinamba é uma espécie de anfíbio da família Hylidae. Endêmica do Brasil, onde pode ser encontrada nos municípios de Mangaratiba e Angra dos Reis, no estado do Rio de Janeiro.